# موزه میکل
موزه میکل (استونیایی: Mikkeli muuseum) یک موزه هنری در تالین، استونی است.
این موزه که جزئی از موزه هنر استونی است در سال ۱۹۹۷ تأسیس شده و دارای مجموعه‌هایی از هنری غربی، آثار سرامیکی، ظروف چینی و نقاشی‌های جمع‌آوری شده توسط یوهانس میکل می‌باشد.
موزه میکل شامل ۶۰۰ اثر هنری است که تمرکز آن بر روی آثار قرن ۱۶ تا ۱۹ میلادی مخصوصاً عصر طلایی نقاشی هلند است، بخشی از مجموعه این موزه آثار آلبرشت دورر، لوکاس کراناخ پدر، رامبرانت، کلود لورین و یاکوب وان روئیزدال است.

## نگارخانه
- Claude Lorrain, Campo Vaccino (۱۶۳۶)
- Albrecht Dürer, Hercules Conquests the Molionites (۱۴۹۶–۱۴۹۸)
- Jean François Janinet, Venus Disarming Amor (c. ۱۷۶۸)
- Jean-Baptiste-Camille Corot, Italian Landscape (۱۸۶۵)
- Adriaen van Ostade, Grace (۱۶۵۳)